# 1901-es magyar labdarúgó-bajnokság (első osztály)
Az első hivatalos magyar labdarúgó-bajnokságot 1901-ben rendezte meg a Magyar Labdarúgó-szövetség. A bajnokság 5 fővárosi csapat részvételével zajlott, a pontvadászatot 100%-os teljesítménnyel a BTC csapata nyerte meg. Az első gólkirály a bajnokcsapat játékosa, Manno Miltiades, a legjobb játékos pedig Ray Ferenc lett.

## Története

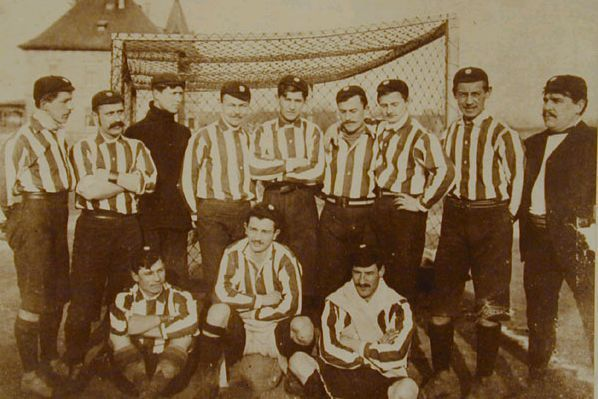
Az 1. magyar bajnok: BTC
Állnak: Harsády, Klebersberg, Bádonyi, Minder, Buda, Lucius, Róka, Skrabák, Iszer. Guggolnak: Cservenka, Ordódy, Windett

A Magyar Labdarúgó-szövetség 1901. január 19-én alakult meg, majd a február 4-i gyűlésen besorolta a bajnokságra jelentkezett együtteseket. Az addig elért eredményeik alapján az első osztályba öt, a másodosztályba pedig nyolc csapat került.
Az első élvonalbeli bajnokság csapatai:
- Budapesti Sport Club (BSC)
- Budapesti Torna Club (BTC)
- Ferencvárosi Torna Club (FTC)
- Műegyetemi Football Club (MFC)
- Magyar Úszó Egylet (MÚE)

Az élvonal első mérkőzésére február 17-én került sor, melyen a későbbi bajnokcsapat, a piros-fehér mezben játszó BTC 4–0-s arányban múlta felül a zöld-feketében pályára lépő BSC-t.
A 4. forduló után az MFC visszalépett, melynek két kiváltó oka volt:
1. a március 3-i BTC elleni, 5–2-es arányban elveszített bajnoki mérkőzését megóvta, mivel a csapat véleménye szerint az első BTC-gólnál a labda nem jutott túl a gólvonalon. Az óvást első fokon elfogadták és újrajátszást rendeltek el, a döntés ellen azonban a BTC fellebbezett. Az újrahívott közgyűlés végül 26:2 arányban jóváhagyta a pályán elért eredményt.
2. az MLSZ döntése értelmében az „őszi idény” mérkőzéseit (visszavágók) már augusztus végétől játszani kellett volna, azonban a sok vidéki egyetemista játékosára hivatkozó egyetemi csapat szeptember közepéig halasztást kért. Ehhez az MLSZ nem járult hozzá, így az őszi mérkőzéseken az MFC játékosai nem léptek pályára.

Az MFC minden ellenfele játék nélkül, 0–0-s gólkülönbséggel kapta meg a győzelmet, és az ezzel járó 2 pontot. (Az MFC pályán elért eredménye: 4 lejátszott mérkőzés, 2 győzelem, 1 döntetlen, 1 vereség, 11–8-as gólarány.)
A bajnokságot 100%-os teljesítménnyel a BTC nyerte meg. A bajnokcsapat tagjai érmet nem kaptak, egy vállalkozónak köszönhetően azonban a 11 legtöbbet szerepelt játékos egy-egy sapkát vehetett át.

## A bajnokság

### Csapatok
Az 1. hivatalos magyar labdarúgó-bajnokság első osztályának csapatai és játékosai. Zárójelben az ismert bajnoki mérkőzések számát jelöltük.
Budapesti Torna Club
Bádonyi Gyula (6) – Harsády József (6), Lucius Károly (6) – Klebersberg Géza (3), Ordódy Béla (7), Skrabák I István (7) – Buda István (7), Róka János (4), Manno Miltiades (6), Hajós Alfréd (5), Minder Frigyes (6).
Pályára lépett még: Cservenka Sándor (3), Ray Ferenc (3), Rudolf Wagner (osztrák) (3), Balló-Fey Viktor (2), Rapos Béla (2), Stobbe II Kálmán (1).
Magyar Úszó Egyesület
Aschner Lipót, Békés Pál, Bodor Ödön, Fehéry Ákos, Fischer Sámuel, Friedmann Lajos, Friedmann János, Gillemot Ferenc, Halmay Zoltán, Hoffmann Kornél, Kiss Gyula, Klein Jenő, Kraft Jenő, Péczeli Andor, Pozsonyi Ferenc, Ray Ferenc, Relle Pál, Sábián Jenő.
Ferencvárosi Torna Club
Procskó Mihály (7) – Berán József (7), Gabrowitz Emil (4) –  Békés Géza (6), Horváth Ferenc (5), Horn Lajos (7) – Kovács Géza (6), Schwartz Leó (7), Pokorny József (7), Braun Ferenc (7), Borbás Gáspár (7).
Pályára lépett még: Malaky Mihály (3), Gabrowitz Kornél (2), Mertl Ferenc (1).
Műegyetemi Football Club
Boros Mihály, Gillemot Ferenc, Gilly-Goldberger Pál, Hochstein Rezső, Koch Sándor, Lauber Dezső, Lill Erik, Lill Károly, Lindner Ernő, Missky Ferenc, Pobuda Tivadar, Reiner Lakos, Sebesi János, Takács István, Wagner Zoltán, Zsaby Ferenc.
Budapesti Sport Club
Biny Károly, Böde Sándor, Dinits Károly, Ferbe Gerő, Balló-Fey Viktor, Giszinger Endre, Juhász Jenő, Kertész Hermann, Klein Géza, Klein Hugó, Koltai József, Rames Ferenc, Schwarz Ármin, Steiner Rezső, Szedlyák József, Terke István.

### Végeredmény
| #  | Csapat   | M | GY | D | V | G+ – G– | GK  | P  | Megjegyzések  |
| -- | -------- | - | -- | - | - | ------- | --- | -- | ------------- |
| 1. | BTC (B)  | 8 | 8  | 0 | 0 | 37–5    | +32 | 16 | Bajnokcsapat  |
| 2. | MÚE      | 8 | 5  | 0 | 3 | 17–20   | −3  | 10 |               |
| 3. | FTC      | 8 | 3  | 1 | 4 | 20–28   | −8  | 7  | Osztályzó     |
| 4. | MAFC (K) | 8 | 2  | 1 | 5 | 11–8    | +3  | 5  | Visszalépett1 |
| 5. | BSC      | 8 | 1  | 0 | 7 | 7–31    | −24 | 2  | Osztályzó     |

Forrás: Mező Ferenc: Futball adattár ISBN 963 7543 58 9 
A rangsorolás alapszabályai: 1. összpontszám, 2. egymás elleni eredmények összpontszáma, 3. gólkülönbség, 4. szerzett gólok száma.
Az amatőr időszakban (1901–1926) a csapatok a rövidített nevüket használták.

1Az MFC a 4. forduló után visszalépett, hátrelévő mérkőzéseinek 2 pontját 0–0-s gólaránnyal az ellenfeleknek adták.
(B): Bajnokcsapat, (K): Kieső csapat, (F): Feljutó csapat, (I): Kupainduló, (R): A rájátszás győztese, (KGY): Kupagyőztes

### Eredmények
| Hazai \ Vendég1 | BTC   | BSC | FTC   | MAFC  | MÚE |
| BTC             |       | 4–0 | 8–0   | 5–2   | 7–0 |
| BSC             | 0–5   |     | 4–5   | n.j.2 | 2–4 |
| FTC             | 3–5   | 5–1 |       | 2–2   | 3–5 |
| MAFC            | n.j.2 | 4–0 | n.j.2 |       | 3–1 |
| MÚE             | 0–3   | 4–0 | 3–2   | n.j.2 |     |

Forrás: Mező Ferenc: Futball adattár ISBN 963 7543 58 9 
1A hazai csapatok a bal oldali oszlopban szerepelnek.
Színek: Zöld = hazai győzelem; Sárga = döntetlen; Piros = vendéggyőzelem.
Az amatőr időszakban (1901–1926) a csapatok a rövidített nevüket használták.
2nem játszották le, mivel az MAFC visszalépett. A mérkőzésért járó 2 pontot 0–0-s gólkülönbséggel az ellenfelek kapták. 
 

### Osztályozó
A feljutásért osztályozót kellett játszani. A szabályok értelmében a 4. és 5. helyezett csapatnak kellett volna megmérkőznie a másodosztály 1., illetve 2. helyezettjével, mivel azonban az MFC visszalépett, így az FTC-nek kellett játszania.
| 1. csapat | Eredmény | 2. csapat            |
| --------- | -------- | -------------------- |
| FTC       | 10–2     | Rákosszentmihályi SE |
| BSC       | 0–0      | 33 FC                |

A bajnoki bronzérmes magabiztos, 10–2-es győzelemmel biztosította első osztályú tagságát a Rákosszentmihályi SE ellenében. A másik találkozón a másodosztály győztese 0–0-s döntetlent ért el a BSC ellen, így az akkori szabályok értelmében a két csapat nem cserélt osztályt. A csere nem történt meg, azonban a 33 FC az élvonalba jutott: a visszalépett MFC helyét foglalta el.

### Díjak
- Bajnokcsapat: Budapesti Torna Club (1. bajnoki cím)
- Gólkirály: Manno Miltiades (BTC), 17 gól
- Legjobb játékos: Ray Ferenc (MÚE és BTC)

## Lásd még
- 1901-es magyar labdarúgó-bajnokság (másodosztály)